# Moravsko-panonská diecéze
Moravsko-panonská diecéze byla správní jednotkou křesťanské církve v rámci Velkomoravské říše, založenou v roce 863. Zahrnovala území Velkomoravské říše a Panonie. Její existence je připomínána i po celou dobu temného století.

## Historie
Zřízení Moravsko-panonské diecéze bylo součástí misie svatých bratří Cyrila a Metoděje. Roku 869 byla papežskou bulou Gloria in excelsis Deo schválena slovanská liturgie a téhož roku byl svatý Metoděj vysvěcen na biskupa pro Moravsko-panonskou diecézi. Před tím byla Velkomoravská říše církevně spravována archipresbyterstvím Moravským a presbyterstvím Nitranským (Morava a Nitransko). V diecézi vedle sebe existovala latinská a slovanská liturgická tradice, což bylo zdrojem řady problémů. Velkou roli zde sehrál Metodějův sufragán, nitranský biskup Wiching, který proti Metodějovi systematicky intrikoval. V roce 885 Metoděj zemřel a jeho nástupcem se měl stát jeho spolupracovník a žák Gorazd. Tomu vehementně bránil Wiching. Ve spojení s Arnulfem se vynasnažil, aby Metodějovi žáci byli násilím vyhnáni z Moravy. Tak jako dříve, tak i v tomto případě zřejmě používal k dosažení svého cíle podvržených papežských listů. Podle Wichingových zpráv byl sestaven papežský list Štěpána VI., kterým byl právě Wiching ustanoven Metodějovým nástupcem jako moravský biskup. Kromě toho papež vyslal na Moravu legáta biskupa Dominika se dvěma kněžími Janem a Štěpánem s pokynem, že Gorazd, než bude moci vykonávat pravomoci, se musí nejprve dostavit do Říma. K tomu však už nedošlo, neboť Metodějem navržený arcibiskup Gorazd byl záhy nucen se svými spolupracovníky odejít do exilu, kde kolem roku 900 zemřel. V roce 900 je zmiňován moravský biskup Jan. Po zániku Velké Moravy se pravděpodobně uchovala na samotné Moravě státní organizace a diecéze fungovala dále. V roce 28. dubna 976 je zmiňován moravský biskup jako účastník sněmu v Mohuči. Po roce 1030 je moravská diecéze spravována Šebířem, biskupem pražským a moravským. Její postavení se více upevnilo až v roce 1063, kdy se k moci dostali místní biskupové.

## Seznam moravsko-panonských biskupů
Zdroje:
| Pořadí | Jméno       | Doba vlády        | Poznámky                     |
| ------ | ----------- | ----------------- | ---------------------------- |
| 1.     | Sv. Cyril   | 864 – 869         |                              |
| 2.     | Sv. Metoděj | 869/880 – 885     |                              |
| 3.     | Sv. Gorazd  | 885 – 890         |                              |
| 4.     | Jan         | 900 – 924/925     |                              |
| 5.     | Silvestr    | 924/925 – 945     |                              |
| 6.     | Prohorius   | 946/953 – 962/969 |                              |
| 7.     | Proculfus   | 970 – 976         |                              |
| 8.     | ???         | 976 – ???         |                              |
| 9.     | Vracen?     | ??? – 1030?       |                              |
| 10.    | Šebíř       | 1030 – 1063       | biskup pražský a moravský    |
| 11.    | Jan         | 1063 – 1085       | dále viz Olomoučtí biskupové |